# 七因果
七種因果，包含六因、一果，簡稱「七因果」，大乘佛教術語，由四無量心衍生出的修行方法，傳自阿底峽，與自他交換法，合稱兩大生起菩提心教授。以知母、念恩、報恩、慈心、大悲心、增上意樂為六因，修行六因之果為菩提心，合稱七因果。

## 修行方法
先憶念自己的父母，或對自己有大恩情的人，稱為知母。由憶念他們，想起他們的恩德，為知恩。知道他人對我的恩德，升起想要報恩的心。經由知母、念恩、報恩的觀想次序，產生慈心，將慈心由你的父母，擴展到身邊的人，再逐步擴展到所有的有情眾生。因此而產生大悲心，希望能救濟一切眾生，因此升起增上意樂，希望自己以及一切眾生都能夠成佛。
經由此順序觀修，就可升起菩提心。